# Metropolitano de Cheliabinsk
O Metropolitano de Cheliabinsk é um sistema de metropolitano que serve a cidade russa de Cheliabinsk.